# Charles Seydoux
Pour les autres membres de la famille, voir Famille Seydoux.
Charles Seydoux, né le 6 juillet 1796 à Vevey (Canton de Vaud) et décédé le 11 août 1875 à Bougival (Seine-et-Oise), est un industriel et homme politique français d'origine vaudoise.

## Biographie
Né le 6 juillet 1796 à Vevey en Suisse, il est le fils de François Seydoux (1767-1819), bourgeois de Vevey, et de Angélique Brelaz. Il est issu d'une famille suisse et protestante, la famille Seydoux.
Il s'engage dans la Grande Armée, obtient la nationalité française en 1814. 
Sous la Restauration, il sert dans les Gardes du corps du Roi, compagnie d'Havré, et finit sa carrière militaire, en 1823, comme capitaine. 
De 1830 à 1850, il est colonel de la Garde nationale du Cateau.
Avec son frère Auguste Seydoux (1801-1878), manufacturier, maire du Cateau, conseiller-général du Nord, il s'installe au Cateau-Cambrésis dans le Nord, comme industriel textile, spécialisé dans la filature de laine de mouton mérinos.
Tous deux reprennent la manufacture créée par Jacques Paturle.
En 1849, il est élu député du Nord et siège parmi la majorité monarchiste de l'assemblée. Partisan du coup d'état du 2 décembre 1851, il est réélu en 1852 puis en 1857 comme député de la circonscription de Cambrai, puis en 1863 et 1869 comme député de la circonscription du Cateau-Cambrésis. Il siège au corps législatif parmi les soutiens du régime impérial jusqu'à la chute du Second empire, après la bataille de Sedan, en septembre 1870. 
Il se retire alors de la vie politique.
Il est membre du conseil général des Églises réformées, conseiller général du Nord pour le canton du Cateau-Cambrésis, tandis que son frère Auguste est maire du Cateau de 1852 à 1870. C'est un partisan de l'Empire libéral.
Charles Seydoux décède le 11 août 1875 à Bougival. Il est inhumé au Cateau-Cambrésis où l'une des rues principales porte son nom.

### Distinction
- Commandeur de l'ordre national de la Légion d'honneur par décret de Napoléon III du 4 août 1867[4].

### Mariage et descendance
il épouse à Paris en 1822 Louisa Henriette Gourgas (Paris, 4 février 1805 - Saint Germain en Laye, 25 août 1899), fille de Jean Gourgas et de Marie Marguerite Fortunée Choplet de Charmont. Dont six enfants :
- Henri Seydoux (1822-1860), marié avec Léonie Jaubert, dont postérité ;
- Augustine Seydoux (1825-1826) ;
- Anna Seydoux (1829-1916), mariée en 1850 avec Paul Bacot, manufacturier, dont postérité ;
- Elise Seydoux (1832-1893), mariée en 1854 avec Pierre Hippolyte Publius Renault, baron Renault, général, sénateur (1807-1870), puis avec Auguste Rigoigne (1837-1894) ;
- Auguste Seydoux, diplomate (1836-1890), marié en 1869 avec Anna Sers (1847-1916), dont postérité, dont Jacques Seydoux ;
- Louise Seydoux (1840-1909), mariée en 1863 avec Henry du Puget de Barbentane, marquis de Barbentane (1826-1893), dont postérité[5].

### Sources
- « Charles Seydoux », dans Adolphe Robert et Gaston Cougny, Dictionnaire des parlementaires français, Edgar Bourloton, 1889-1891 [détail de l’édition]